# Union internationale des sciences géologiques
L’Union internationale des sciences géologiques (UISG, en anglais International Union of Geological Sciences, IUGS) est une organisation non gouvernementale internationale (ONGI) dont l'objet est la coopération scientifique internationale dans le domaine de la géologie.
Fondée en 1961, il s'agit d'un membre de l’union scientifique du Conseil international pour la science, l'organisme de coordination pour l'organisation internationale de la science. Actuellement, 117 pays sont représentés au sein de l’UISG, à travers des organisations nationales et régionales. L’UISG encadre et encourage l'étude des problèmes de nature géologique, et tout particulièrement ceux d'échelle globale. Elle apporte son soutien et ses moyens techniques aux études internationales, parfois interdisciplinaires, dans le domaine des sciences de la Terre. En 2006, le secrétariat de l'Union est établi au sein de la Geological Survey of Norway à Trondheim, en Norvège. En 2024, il se trouve à l'Académie chinoise des sciences, à Beijing, en République populaire de Chine.
L'organisme est partiellement financé par le gouvernement de la République populaire de Chine.

## Origines
Tout au long du XIXe siècle, la multiplication des progrès réalisés dans la connaissance de l'histoire de la Terre, en Europe et aux Amériques rendait plus nécessaire la tenue d'un congrès international pour effectuer une synthèse des travaux et reconnaître l'unité des phénomènes décrits. Enfin, à l'occasion du congrès de l'Association Américaine pour la promotion des Sciences (Buffalo, 1875), un comité de géologues décida de mettre sur pied des rencontres internationales portant sur leur science : l’exposition universelle de Paris, prévue pour 1878, allait donner à cette manifestation le rayonnement attendu. C'est ainsi qu'à l'instigation de géologues américains, parmi lesquels James Hall, la Société géologique de France, présidée par J.-R. Tournouër, se vit confier la direction du premier congrès, dont la direction fut confiée à Edmond Hébert : il s'agissait d'obtenir du ministre de l'Agriculture les subventions requises pour l'accueil des congressistes au palais du Trocadéro.

## Le Congrès international de géologie
Depuis l'exposition universelle de 1878, le Congrès international de géologie s'est tenu 36 fois, à l’initiative de 21 pays organisateurs, selon une cadence de trois à cinq ans. 
Le XXXIVe Congrès s'était tenu du 5 au 10 août 2012, à Brisbane en Australie,. La reconnaissance officielle d'une nouvelle époque géologique, l’Anthropocène, y avait été discutée.[réf. nécessaire]
Le XXXVe Congrès géologique international s'est tenu au Cap, en Afrique du Sud, du 27 août au 4 septembre 2016,. La notion d'anthropocène a été débattue lors de ce congrès en collaboration avec le Young Earth Scientists Network. L'Anthropocène n'y a pas été reconnu.[réf. nécessaire] Par contre, le découpage de l'Holocène en trois étages géologiques (Greenlandien, Northgrippien, Meghalayen) proposé par la Commission internationale de stratigraphie a été entériné en juillet 2018.
| Année | Pays             | Ville             | Président                         | Secrétaire Gal.                 |
| ----- | ---------------- | ----------------- | --------------------------------- | ------------------------------- |
| 1878  | France           | Paris             | E. Hébert                         | Édouard Jannettaz               |
| 1881  | Italie           | Bologne           | G. Capellini                      | T. Taramelli                    |
| 1885  | Empire allemand  | Berlin            | E. Beynch                         | W. Hauchecorne                  |
| 1888  | Royaume-Uni      | Londres           | J. Prestwich                      | J. W. Hulke, W. Topley          |
| 1891  | États-Unis       | Washington        | J. S. Newberry                    | H. S. Williams, S. F. Emmon     |
| 1894  | Suisse           | Zurich            | E. Renevier                       | H. Golliez                      |
| 1897  | Empire russe     | Saint-Pétersbourg | A. Karpinsky                      | Th. Tchemycheff                 |
| 1900  | France           | Paris             | A. Gaudry                         | C. Barrois                      |
| 1903  | Autriche-Hongrie | Vienne            | E. Tietze                         | C. Diener                       |
| 1906  | Mexique          | Mexico            | J. G. Aguilera                    | M. E. Ordonez                   |
| 1910  | Suède            | Stockholm         | G. de Geer                        | J. G. Anderson                  |
| 1913  | Canada           | Toronto           | F. D. Adams                       | R. W. Brock                     |
| 1922  | Belgique         | Bruxelles         | J. Lebacz                         | A. Renier                       |
| 1926  | Espagne          | Madrid            | C. Rubio                          | E. Dupuy de Lôme                |
| 1929  | Afrique du Sud   | Pretoria          | A. W. Rogers                      | A. L. Hall                      |
| 1933  | États-Unis       | Washington        | W. Lindgren                       | W. C. Mendenhall                |
| 1937  | Union soviétique | Moscou            | I. M. Goubkine                    | A. E. Fersman                   |
| 1948  | Royaume-Uni      | Londres           | H. H. Read                        | A. J. Butler, L. Hawke          |
| 1952  | France           | Alger             | C. Jacob                          | Robert Laffitte                 |
| 1956  | Mexique          | Mexico            | A. G. Rojas                       | E. J. Guzman, J. Gonzalez Reyna |
| 1960  | Conseil nordique | Copenhague        | A. Noe-Nygaard                    | T. Sorgenfrei                   |
| 1964  | Inde             | New Delhi         | D. N. Wadia                       | B. C. Roy, R. K. Sundaram       |
| 1968  | Tchécoslovaquie  | Prague            | J. Svoboda                        | A. Dudek                        |
| 1972  | Canada           | Montréal          | R. E. Folinsbee                   | J. E. Armstrong                 |
| 1976  | Australie        | Sydney            | N. H. Fisher                      | A. Renwick                      |
| 1980  | France           | Paris             | Jean Aubouin                      | P. Sangnier                     |
| 1984  | Union soviétique | Moscou            | E. A. Kozlovsky                   | N. A. Bogdanov                  |
| 1989  | États-Unis       | Washington        | C. L. Drake                       | B. B. Hanshaw                   |
| 1992  | Japon            | Kyoto             | T. Sato                           | S. Ishihara                     |
| 1996  | Chine            | Pékin             | Song R. Xang                      | Jiang Hongren                   |
| 2000  | Brésil           | Rio de Janeiro    | U. Cordani                        | Carlos Oiti Berbert             |
| 2004  | Italie           | Florence          | Attilio Boriani                   | Ernesto Abbate                  |
| 2008  | Conseil nordique | Oslo              | Arne Bjorlykke                    | Anders Solheim                  |
| 2012  | Australie        | Brisbane          | Neil Williams                     | Ian Lambert                     |
| 2016  | Afrique du Sud   | Le Cap            | Richard Viljoen & Jeanette Mcgill | Greg Botha                      |
| 2020  | Inde             | Delhi             | Prof. V.P. Dimri                  | Dr. Ranjit Rath                 |
| 2024  | Corée du Sud     | Busan             | Daekyo Cheong                     | Young-Seog Kim                  |

## Activités
Le 22 décembre 2005, la 60e session des Nations unies a vu la ratification de l'organisation d'une Année internationale de la planète Terre en 2008. L’UISG et l’UNESCO ont lancé un programme dans ce cadre, afin de célébrer et promouvoir les sciences de la Terre. Par ailleurs, l’Union est un partenaire privilégié de l’UNESCO pour le Programme international Géoscience et s'investit dans le réseau des Geoparcs de l’UNESCO.
L’Union est désormais le principal sponsor scientifique du Congrès international de géologie.
Le ministère du Territoire et des Ressources de Pékin produit et distribue le bulletin officiel trimestriel de l’Union, Episodes. La Société géologique de Londres gère quant à elle la production et la distribution des publications de l’UISG.